# Réseau trophique du sol

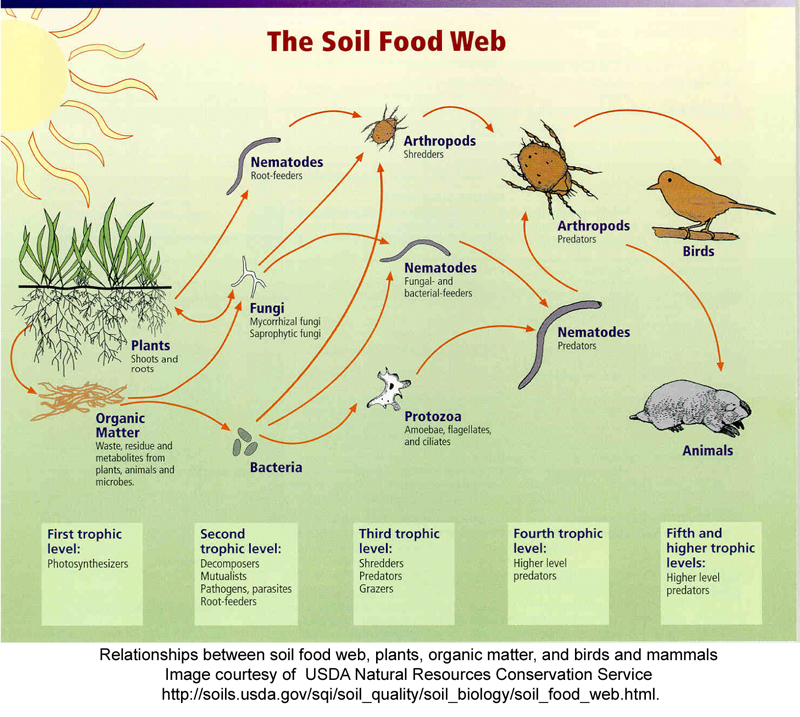
Un exemple de réseau trophique topologique (image fournie par l'USDA)

Le réseau trophique du sol est le système complexe des organismes vivant tout ou partie de leur vie dans le sol, et des interactions qui les unissent, ainsi que leurs interactions avec l'environnement, les plantes et les animaux.
Les réseaux trophiques sont l'objet de transferts d'énergie entre les espèces dans un écosystème. Une grande partie de cette énergie provient du rayonnement solaire que les plantes utilisent pour convertir des composés inorganiques en composés organiques riches en énergie, transformant ainsi le dioxyde de carbone et les minéraux en matière végétale par photosynthèse. Les racines des plantes exsudent des acides, des sucres et des ectoenzymes dans la rhizosphère, ajustant le pH et alimentant le réseau trophique souterrain,,.
Les hétérotrophes sont des consommateurs qui ne peuvent pas fabriquer leur propre nourriture, au contraire des plantes, autotrophes. Afin d'obtenir de l'énergie, ils mangent des plantes ou d'autres hétérotrophes.

## Voir également
- Biologie du sol
- Écologie du sol
- Vie du sol
- Cascade trophique
- Réseau trophique marin